# Yi Gwang-sik
Yi Gwang-sik(Coreano:이광식;hanja:李光軾, 7 de noviembre de 1493 - 15 de diciembre de 1563) fue un general militar y político de dinastía Joseon del Coreano.
Yi Gwang-sik  nació en Gangneung en la Provincia de Gangwon el  7 de noviembre de 1493. En 1516 pasó la prueba militar, los primeros tiempos fue nombrado para Sunjungwan(선전관), en 1523 fue nombrado para Sejaikwesa sao(세자익위사 사어), es uno de los guardaespaldas del príncipe heredero de dinastía Joseon.
En 1528 Gungisi Chomjung(군기시 첨정) y Gungisi Bujung(군기시 부정), ese año gorvernor condado de Gimhae. pero dijo Saganwon, solicite ir a la zona fronteriza para él. él era un área fronteriza, un gorbero del condado de Gapsan. después de nombrar al gorvernor de Jongsung, en 1533 Gaseondaebu, gorvernor de Yeoju, Sungju.
En 1543, Pyoungando Byongmajuldosa(평안도병마절도사). En 1544, algunos Jurchen fueron atacados a la zona fronteriza, él fue a Jurchen. Jurchen guardaba rencor al soldado coreano, porque el soldado coreano fue asesinado por no ser culpable de algunos Jurchens. Él se disculpó y prometió prevenir la recurrencia.
En 1545 fue despedido de su cargo, pero permaneció en el cargo y defendió continuamente la frontera oeste. luego fue Jungchubodongjisa(중추부 동지사), Sanghogun(상호군), bubyonsa dangsang, uno de los asesores gubernamentales. En 1548 el vicealcalde de Hansung, en 1553 fue nombrado vicealcalde de Hansung, en 1554, Byongjochampan(병조참판).
El 11 de mayo de 1555, el pirata japonés fue allanado a Jeolla del Sur, capturado a 10 fuertes en la costa, fue enviado a un comandante de la fuerza punitiva. libre del pirata japonés, en septiembre de 1555, fue nombrado Jeonrado Byongmajuldosa(전라도병마절도사)